# Vinícius Pacheco
Vinícius Pacheco dos Santos, mais conhecido como Vinícius Pacheco, ou simplesmente Vinícius (São Gonçalo, 27 de setembro de 1985), é um ex-futebolista brasileiro que atuava como meia e atacante.

## Carreira

### Flamengo
Revelado no Flamengo, a carreira de Vinícius Pacheco somente começou a ganhar um certo destaque durante a disputa da Copa do Brasil de 2006, ocasião em que o técnico Waldemar Lemos, depositava bastante confiança em seu futebol, escalando-o sucessivas vezes no time titular.
No entanto, o jovem meia, apesar de habilidoso, não conseguiu se firmar no elenco e, assim sendo, com a chegada de um novo técnico na Gávea, teve de passar o restante da temporada de 2006, no banco de reservas.

### Paraná
No início da temporada de 2007, após a chegada de muitos reforços na Gávea, Vinícius Pacheco acabou sendo emprestado ao Paraná Clube. Terminado o prazo do empréstimo, foi cedido ao Ipatinga, de onde saiu porque o clube não pôde pagar o seu salário.

### Belenenses, Figueirense e Flamengo
Retornou ao Flamengo, mas sem um lugar no time, acabou sendo novamente negociado em meados de 2008, desta vez, com o Belenenses, de Portugal. Passou um ano no futebol português, retornando ao Brasil na metade de 2009, quando foi jogar no Figueirense, que na  época disputava a 2ª divisão do Campeonato Brasileiro.
No início de 2010, retornou ao Flamengo, e caindo nas graças do técnico Andrade, tomou a posição de titular do sérvio Petković. No entanto, o rendimento dele caiu, e a torcida passou a vaiá-lo seguidamente. E sem espaço no time, o Flamengo emprestou novamente para  Figueirense, para jogar a Série B de 2010.

### Grêmio
Em 15 de janeiro de 2011, o Grêmio anunciou a sua contratação, por empréstimo, durante uma temporada.

### Futebol sérvio
Em 2011, Vinícius Pacheco foi emprestado para o Estrela Vermelha.
Em julho de 2011, lesionou-se em seu novo clube, assim retornando ao Flamengo para fazer sua recuperação de 6 meses.

### Náutico e América de Natal
Foi contratado pelo Náutico para a temporada 2013, até o mês de maio. Após essa data, ao não obter a renovação contratual com o clube pernambucano, Pacheco transfere-se para o América de Natal, com contrato até o final do ano.

### Retorno ao Flamengo
Em 2014 retornou ao Flamengo, mas não foi aproveitado e nem sequer atuou em 2014, devido a série de empréstimos, e como não foi mais aproveitado em julho, mesmo tendo vínculo até o fim do ano, o clube rescindiu com o jogador.

### Boavista e grave lesão
Acertou, em dezembro de 2014, com o Boavista-RJ, para a disputa do Carioca de 2015.Mas antes mesmo do início da competição, Vinicius teve uma lesão no joelho e não atuou pelo Carioca de 2015.

### Volta Redonda
Em setembro de 2015, Vinícius Pacheco acertou com o Volta Redonda, para reforçar a equipe na sequência da Copa Rio de 2015, tentando retomar sua carreira, depois da grave lesão que teve no início do ano.
Com uma excelente participação no Campeonato Carioca de 2016, ele ajudou o Volta Redonda a encerrar a sua campanha no Estadual levantando o troféu da Taça Rio 2016.

### Avaí
Em 5 de maio de 2016, Vinícius Pacheco foi apresentado pelo Avaí, para reforçar o time na Copa do Brasil 2016 e no Brasileirão série B 2016.

#### Lesão
Na segunda rodada do Brasileirão série B de 2016, no jogo contra o Sampaio Corrêa, Vinícius Pacheco sofreu uma lesão no ligamento patelar do joelho direito, em uma disputa de bola. E com isso ficou longe dos gramados até 5 de março de 2017, quando voltou a atuar após nove meses se recuperando, no jogo contra o Inter de Lages, jogo no qual abriu o placar, porém o Avaí sofreu o empate no final, quando Vinícius Pacheco já havia sido substituído. Jogo esse válido pelo Campeonato Catarinense de 2017.
Só tenho uma coisa pra dizer: Deus é maravilhoso. Ficar nove meses sem jogar, voltar num jogo difícil e marcar. Gol não é só do Pacheco, é de todo mundo.
Todo mundo fez gol comigo. Gol de um grupo maravilhoso, que não tem vaidade. Estou muito feliz.— disse Vinícius Pacheco, emocionado.
No dia 19 de março de 2017, após entrar na partida no lugar de Marquinhos Santos, no seu primeiro toque na bola marcou logo o seu gol, em partida válida pelo Campeonato Catarinense de 2017 contra o Metropolitano, na ocasião o Avaí venceu por 4x1.

### Fortaleza
No dia 11 de julho de 2017, foi anunciado o empréstimo de Vinícius Pacheco ao Fortaleza, após não ser aproveitado no Avaí.

### Retorno ao Volta Redonda
Com a boa campanha na série C, o Voltaço volta a contar com Vinicius Pacheco para aua campanha em 2018, onde disputará a Série A do Carioca e tenta o tão sonhado acesso a Série B do Brasileirão.

## Títulos
Flamengo
- Taça Guanabara: 2004 e 2008
- Campeonato Carioca: 2004 e 2008
- Copa Record: 2005
- Copa do Brasil: 2006
- Campeonato Brasileiro: 2009
- Taça Guanabara: 2011
- Taça Rio: 2011
- Campeonato Carioca: 2011

Volta Redonda
- Taça Rio: 2016[5]

Avaí
- Vice-Brasileirão Série B: 2016
- Taça Atlético Nacional de Medellín (turno do Campeonato Catarinense especial 2017): 2017
- Vice-Campeonato Catarinense: 2017